# Zephyr (voilier)
Pour les articles homonymes, voir Zéphyr.
Le Zephyr est une goélette à grand-voile bermudienne à coque et pont en acier. Son port d'attache est Harlingen aux Pays-Bas. Il navigue comme voilier-charter de croisière principalement en mer du nord et en mer baltique.

## Histoire
Il a été construit en 1931 au chantier Van Diepen de Waterhuizen aux Pays-Bas. Lancé sous le nom de Bento il a d'abord servi de caboteur à moteur et voiles auxiliaires jusqu'en 1952 sous pavillon néerlandais. En 1953 il est vendu, prend le nom de Jeko et navigue sous pavillon norvégien, ayant comme port d'attache Stavanger.
Dans les années 1993[Quoi ?], il revient aux Pays-Bas et il est reconverti comme voilier charter en prenant le nom de Zephyr. Il navigue dans les îles anglo-normandes, en Suède et mer Baltique. Il possède 9 cabines pouvant accueillir 26/28 passagers en croisière.
Il participe à de nombreux rassemblements de vieux voiliers sur la côte atlantique. Il a participé à Brest 2000, 2004, 2008, aux Tonnerres de Brest 2012 et à Brest 2016.